# Colletia spinosissima
El crucero, barba de tigre, tacsana o yáquil (Colletia spinosissima),  es un arbusto espinoso de la familia Rhamnaceae originario del centro-sur de Chile y de zonas secas de prácticamente toda Argentina. También recibe los nombres de junco marino (Chile) y zarza de Moisés o tacsana(Perú).

## Taxonomía
Colletia spinosissima fue descrito por Johann Friedrich Gmelin y publicado en Systema Naturae . . . editio decima tertia, aucta, reformata 2: 408. 1791.
Sinonimia
- Colletia assimilis N.E.Br.
- Colletia atrox Miers
- Colletia ferox Gillies & Hook
- Colletia horrida Willd.
- Colletia infausta N.E.Br.
- Colletia intricata Miers
- Colletia invicta Miers
- Colletia kunthiana Miers
- Colletia polyacantha Humb. & Bonpl. ex Schult.
- Colletia spinosa Lam.
- Colletia tenuicola Miers
- Colletia trifurcata N.E.Br.
- Colletia weddelliana Miers[3]